# 阿特拉斯灣
53°1′S 73°22′E / 53.017°S 73.367°E
阿特拉斯灣（英語：Atlas Cove）是南極洲的海灣，座標53°1′S 73°22′E / 53.017°S 73.367°E，位於澳大利亞海外領地赫德島北岸，入口處在勞倫斯半島和羅傑斯角之間，由英國探險隊繪入地圖。